# Ministrenes økonomiske interesser
Ministrenes økonomiske interesser er en oversigt, som Regeringen Anders Fogh Rasmussen II offentliggjorde den 7. marts 2005.
Regeringsgrundlaget 'Nye mål' pålagde regeringens ministre at oplyse om økonomiske interesser, medlemskab af VL-grupper og lignende. Denne oplysning skete i form af et skema, som ministrene og deres ægtefæller skulle udfylde. At ægtefællers oplysninger også er med, skyldes muligvis sagerne om Henriette Kjær og Ulla Tørnæs.

## Ekstern henvisning
- Statsministeriets side om 'Ministrenes økonomiske interesser mv.'